# 備中鐘乳穴
備中鐘乳穴（びっちゅうかなちあな）は岡山県真庭市（旧北房町域）上水田井殿にある鍾乳洞である。延喜元年（901年）に記された日本三代実録にその名が記されるなど、文献に残る日本最古の鍾乳洞として知られている。岡山県指定天然記念物。

## 概要
深さ約60mのドリーネの底に高さ17m、幅3mほどの洞穴が開口しており、全長800mのうち300mが北房鍾乳洞観光株式会社によって管理、公開されている。周囲は毎年ヒメボタルが大発生する。
その歴史は古く、貞観元年（859年）に出雲朝巨今嗣が朝廷の命により備中鐘乳穴から生薬として用いる鍾乳石を採取し献上したことから「鐘乳穴」と呼ばれるようになったと言われている。江戸時代後期の医者、橘南谿は天明2年（1782年）に当地を訪れた際に「カネチ穴」について紀行文に残している。
1957年（昭和32年）11月5日、岡山県指定天然記念物となる。1980年頃には不法侵入した者が鍾乳石を砕いて盗み出す被害に遭ったことで公開を休止していた。

## その他
1926年（大正15年）に大久保一治が備中鐘乳穴の周辺で新種のワラビであるビッチュウヒカゲワラビを発見している。